# Liebe, Pauken und Trompeten
Liebe, Pauken und Trompeten (Originaltitel: Stars and Stripes Forever) ist eine US-amerikanische Filmbiografie aus dem Jahr 1952 von Henry Koster über den Komponisten John Philip Sousa (1854–1932), der von Clifton Webb gespielt wurde. Weitere Hauptrollen wurden mit Debra Paget und Robert Wagner besetzt. Der Film wurde von 20th Century Fox produziert und basiert auf Sousas Autobiografie Marching Along: Recollections of Men, Women and Music.

## Handlung
1890 leitet der Komponist John Philip Sousa als Sergeant Major seit zwölf Jahren die Marine Corps Band in Washington. Sousa ist bedrückt, weil er nur für seine Militärmärsche bekannt ist, während seine weiteren Kompositionen eher unbekannt sind. Sousa wird von seiner liebevollen Ehefrau Jennie unterstützt. Viele Musiker, unter ihnen der junge Soldat Willie Little, bewundern den Komponisten. Willie hat eine Tuba weiterentwickelt und nennt sie zu Ehren des Komponisten Sousaphon.
Nach einer Schlägerei wird Willie von Major Houston in die Band versetzt, damit Sousa ein Auge auf den jungen Mann haben kann. Schon nach kurzer Zeit freunden die beiden sich an. Eines Abends lädt Willie Sousa zu einem Theaterbesuch ein, bei dem Sousas Lieder aufgeführt werden sollen. Das Theater stellt sich jedoch als Tanzlokal heraus, in dem Willies Freundin Lily Becker als Tänzerin auftritt. Als es wegen der knappen Kostüme der Tänzerinnen zu einer Razzia kommt, können Sousa, Willie und Lily flüchten. Sie finden sich in Sousas Haus ein, wo Lily einige Stücke des Komponisten zum Besten gibt. Sousa amüsiert sich über die ungeschulte Stimme Lilys und ermutigt sie, Gesangsstunden zu nehmen. Einige Zeit später stellt Sousa seinen neuesten Marsch, Semper Fidelis, bei einem Empfang für Präsident Harrison vor. Der Präsident ist sehr angetan von dem Stück und zeichnet Sousa dafür mit einem Orden aus. Zu Houstons Enttäuschung will Sousa sich nicht erneut verpflichten, sondern seine eigene Band gründen, um seine Familie versorgen zu können. Auf seine Anfrage hin wird auch Willie entlassen. In New York erklärt Sousa den neuen Bandmitgliedern, dass er auf militärische Disziplin Wert legt. Er verbietet, dass Ehefrauen die Männer auf der Tournee begleiten. Willie flunkert Lily an, dass sie bei Sousa vorsingen solle. Als sich herausstellt, dass Sousa die Opernsängerin Estelle Liebling engagiert hat, ist sie enttäuscht und wütend.
Sousa kann einige etablierte Musiker um sich scharen. Auf der Weltausstellung in Chicago wird ihr Auftritt ein großer Erfolg. Während einer Welttournee wird Sousa der Spitzname König der Märsche verliehen. Währenddessen nimmt Lily weiterhin Gesangsunterricht. Als sich Lily und Willie eines Tages küssen, fragt die verstörte Lily Jennie um Rat. Jennie rät ihr, Willies Kuss zu erwidern. Sie teilt ihr zudem mit, dass ihr Mann sie auf seiner nächsten Tournee dabeihaben will. Lilys Gefühle sind zwiegespalten, denn sie wollte Willie heiraten, was allerdings mit Sousas Regeln kollidieren würde. Lachend versichert ihr Jennie, dass ihr Mann nichts von der Heirat erfahren müsse. Kurze Zeit später heiraten Willie und Lily in aller Stille. Während eines Auftritts in Atlantic City erfährt Sousa, dass der Auftritt bei einer Messe in Atlanta abgesagt wurde, da Militärmärsche nicht genug Zuschauer anlocken würden. Verstimmt reisen Sousa und die Bandmitglieder per Zug nach Atlanta, dabei wird er Zeuge, wie Willie in Lilys Abteil schleicht. Jennie beruhigt ihren aufgebrachten Mann und erzählt ihm von der Hochzeit. Sousa willigt schließlich ein, das Geheimnis des Paares zu wahren.
Der Auftritt der Band auf der Messe wird zu einem vollen Erfolg. In den folgenden Jahren lässt der Erfolg nicht nach, was auch an Sousas Talent liegt, die Zuschauer mit immer neuen Details zu unterhalten. Auch dass er Lily in Szene zu setzen weiß, wird wohlwollend aufgenommen. Eines Tages erfährt Sousa, dass das Schlachtschiff Maine gesunken ist. Willie und Sousa schreiben sich zum Ausbruch des Spanisch-Amerikanischen Krieges wieder bei der Marine ein. Sousa kann wegen einer Typhusinfektion seinen Dienst nicht antreten. Nach seiner Gesundung arbeitet er an weiteren Stücken und komponiert einen neuen Marsch, Stars and Stripes Forever. Er ist sich sicher, dass dieser Marsch zu seinem bekanntesten Werk werden wird. Während Sousa mit seiner Band und Lily für einen neuen Auftritt probt, erhält Jennie einen Brief von Willie, der im Krieg dient. Er ist verwundet worden, ihm droht die Amputation eines Beines. Sousa tröstet Lily und offenbart ihr, dass er von ihrer Heirat wisse.
Nach Kriegsende kehren viele Verwundete in die USA zurück. Willie kommt in ein Krankenhaus in Brooklyn. Mit Lily besucht er eine Unterhaltungsshow, in der zu seiner großen Freude Sousa mit seiner Band auftritt. Er ist tief gerührt, als ihn Sousa auf die Bühne bittet, wo sein Sousaphon bereitsteht. Willie, dem das linke Bein amputiert wurde, wird von seinen Bandkollegen begrüßt. Zusammen spielen sie den neuen Marsch Stars and Stripes Forever, der, wie von Sousa vorhergesagt, zu seinem bekanntesten Werk wird.

## Hintergrund
Gedreht wurde der Film von Anfang April bis zum 17. Mai 1952 in den Fox-Studios in Century City.
Produzent und Drehbuchautor Lamar Trotti traf sich während seiner Arbeit am Skript mit Familienmitgliedern des Komponisten.
Schon 1938 plante Warner Bros. eine Filmbiografie über Sousa. Unter den Interessenten für den Erwerb der Filmrechte von Sousas Autobiografie befand sich 1940 auch Universal Pictures.
Als Werbeaktion für den Film hinterließ Hauptdarsteller Clifton Webb vor dem Grauman’s Chinese Theatre seine Hand- und Schuhabdrücke.
Die Filmpremiere war die erste, die von einem Fernsehsender übertragen wurde. Für die Premierenshow bekam das Orchester der US Navy die Erlaubnis des Präsidenten zum Auftritt.
Lyle R. Wheeler und Joseph C. Wright oblag die künstlerische Leitung. Claude E. Carpenter und Thomas Little waren für das Szenenbild zuständig, Dorothy Jeakins für die Kostüme. Verantwortliche Toningenieure waren Roger Heman sr. und Alfred Bruzlin.

## Synchronisation
| Rolle               | Schauspieler  | Deutscher Synchronsprecher |
| ------------------- | ------------- | -------------------------- |
| John Philip Sousa   | Clifton Webb  | Siegfried Schürenberg      |
| Lily Becker         | Debra Paget   | Susanne Körber             |
| Willie Little       | Robert Wagner | Eckart Dux                 |
| Jennie Sousa        | Ruth Hussey   | Tilly Lauenstein           |
| Major Houston       | Roy Roberts   | Wolf Martini               |
| Präsident Harrison  | Roy Gordon    | Otto Stoeckel              |
| Lilys Gesangslehrer | Romo Vincent  | Erich Poremski             |
| Zeremonienmeister   | Ralph Brooks  | Kurt Vespermann            |

Der Erzähler der Originalfassung war Max Showalter, der von Ernst Wilhelm Borchert synchronisiert wurde.

Anmerkung: Die kursiv geschriebenen Namen sind Rollen und Darsteller, die nicht im Abspann erwähnt wurden.

## Musik
Im Film wurden folgende Werke des Komponisten Sousa gespielt:
- Stars and Stripes Forever
- Semper Fidelis
- The Washington Post
- Presidential Polonaise
- The Thunderer
- The High School Cadets March
- El Capitan
- My Love Is a Weeping Willow mit Text von Ken Darby
- Oh, Why Should the Spirit of Mortal Be Proud? mit Text von William Knox

Zusätzlich wurden auch Stücke anderer Komponisten gespielt:
- Hail to the Chief von James Sanderson
- Light Cavalry von Franz von Suppè
- Mein Lebenslauf ist Lieb und Lust von Josef Strauss
- Dixie von Daniel Decatur Emmett
- Father’s Got ’Em! von Harry Wincott
- The Battle Hymn of the Republic von William Steffe und Julia Ward Howe
- Springtime in New York von Alfred Newman und Ken Darby
- The Bowery von Percy Gaunt und Charles H. Hoyt
- I'm Afraid von Alfred Newman und Lester O’Keefe

Das Orchester wurde von Léo Arnaud geleitet, der Clifton Webb im Dirigieren unterrichtete.

## Veröffentlichung
Die Premiere des Films fand am 22. Dezember 1952 in New York statt. In der Bundesrepublik Deutschland kam er am 23. Oktober 1953 in die Kinos. In Österreich wurde er auch unter dem Titel Millionen rufen Bravo gezeigt.

## Kritiken
Der Filmkritiken-Aggregator Rotten Tomatoes hat in einer Auswertung von über 250 User-Kritiken ein Publikumsergebnis von 78 Prozent positiver Bewertungen ermittelt.
Das Lexikon des internationalen Films schrieb: „Ein sympathischer, unterhaltsamer Hollywood-Film nach bekannten Mustern, an dem allerdings nur die attraktiv dargebotene Blasmusik "authentisch" erscheint.“
Bosley Crowther von der The New York Times befand, der große, schrille Farbfilm sei eine weitschweifige Rückschau auf die musikalischen Triumphe des berühmten Orchesterleiters, der von Clifton Webb majestätisch gespielt werde.
Die Variety beschrieb den Film als erstklassige Unterhaltung, die Sousas Karriere kaleidoskopartig darstelle.
In der Filmkritik der Bischofskonferenz der Vereinigten Staaten wird Cliftln Webbs Darstellung als etwas steif aber liebenswert beschrieben, die gekonnt von Ruth Hussey unterstützt werde. Sousas unwiderstehliche, euphorische Musik sorge für Tempo und mache den Film zu einer grandiosen Unterhaltung.